# Charles Le Clercq
Pour les articles homonymes, voir Leclercq.
 Charles Emmanuel Joseph Le Clercq (Bruxelles, 31 mai 1753 - Bruxelles 30 août 1821) est un artiste peintre portraitiste belge.

## Biographie
Né le 31 mai 1753 à Bruxelles, dans le quartier du Sablon, et baptisé le lendemain 1er juin 1753 à Notre-Dame de la Chapelle, Charles Le Clercq est le troisième fils d'Antoine Joseph Le Clercq (1705-?), peintre local originaire de Saint-Venant en Artois, et de Catherine Neetens ou parfois Nietens, qui s'étaient mariés à Bruxelles, à Notre-Dame de la Chapelle, le 8 avril 1740. Le ménage compte aussi deux filles. L'un de ses frères aîné, Dominique Mathieu Le Clercq (Bruxelles - ND Chapelle 1743 - Bruxelles - Sainte-Gudule 1786), fut peintre d'histoire mais laissa peu de traces
,.
Charles fut très tôt orphelin de mère, puisque celle-ci fut inhumée à Notre-Dame de la Chapelle le 4 juin 1758.  
Après s’être formé auprès de son père, Charles est admis à l’académie royale des beaux-arts de Bruxelles le 30 avril 1773, en décrochant le premier prix de dessin et demande à partir pour Rome afin de compléter sa formation. Sa démarche aboutit le 28 janvier 1777, quand Charles Alexandre de Lorraine lui fait octroyer une bourse annuelle de 300 florins, alors que le jeune-homme est déjà arrivé à Paris où il séjourne dans l'attente de sa pension, et s'est inscrit à l'Académie royale de peinture et de sculpture pour y suivre des cours. Fin mai 1777, il fait parvenir au gouverneur général des Pays-Bas autrichiens un portrait représentant Madame Élisabeth, sœur du roi. La date du départ pour Rome se situe après août 1777. La durée de son séjour n'est pas connu avec certitude. Là, il est placé sous la responsabilité d'Anton von Maron chargé de surveiller les peintres autrichiens séjournant à Rome. On le retrouve à Turin en 1781.
Il se spécialise dans les scènes de genre et les portraits intimistes, et gagne bientôt l'intérêt des cours princières.
Il séjourne ensuite à Paris entre 1783 et 1787, et est dit « au service de la reine Marie-Antoinette », dont il va produire plusieurs portraits, ainsi que des membres de la famille royale.
Le 3 janvier 1787, il épouse, à Bruxelles, à Notre-Dame de la Chapelle, Isabelle Simons, né à Bruxelles, à Sainte-Catherine en 1754, sœur cadette de la peintre Marie de Latour, puis revient à Paris où son épouse meurt en janvier 1790. Il rentre alors à Bruxelles où il épouse une certaine Marie-Caroline Le Clercq dont on ignore tout.
Par ailleurs, il exécute entre autres des portraits du prince Charles-Joseph de Ligne, son épouse Hélène (Château de Teplitz), et de ses fils Charles-Antoine (gravé par Antoine  Cardon, 1785) et Louis. Avant 1792, il représente Flore van Arenberg (1752-1832) et ses trois enfants pour la maison d'Arenberg, ainsi que le duc Louis-Engelbert d'Arenberg, commanditaire de cette série de portraits, son épouse Louise Pauline van Lauraguais et leurs enfants.
Il meurt à Bruxelles, dans un certain dénuement, le 30 août 1821, à l'ancien refuge des Ursulines. Son décès est déclaré le lendemain.

## Œuvre

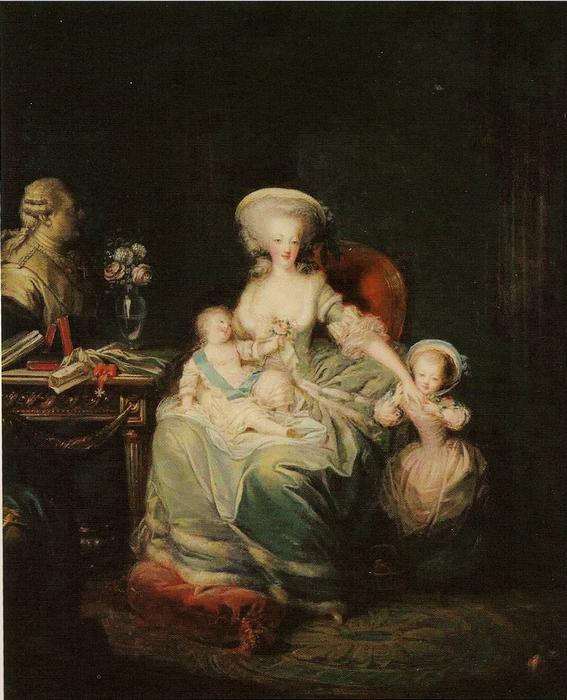
Marie-Antoinette et ses enfants (1783).

Longtemps les œuvres de Charles Le Clercq furent attribuées à d’autres peintres tels que Joseph Boze, Domenico Duprà, Gautier-Dagoty, Lié Louis Périn, ou Jean-Frédéric Schall.

### Conservation
Belgique, château de Belœil :
- La mort du lieutenant Joseph Wolff à Kloster-Béisig, n.c.
- Portrait du prince Louis-Joseph de Ligne, n.c[13].
- Portrait de Charles-Antoine de Ligne, 1785.
- Portrait de Louis de Ligne, n.c.

Paris, Bibliothèque nationale de France :
- Marie Thérèse Charlotte de France et sa gouvernante, Mme de Guéménée, gravure en couleurs par Jean-Pierre-Julien Dupin d'apr. Le Clercq, 1781.

Paris, musée des Arts décoratifs
- Portrait d'une jeune femme, 1781.

Château de Versailles :
- Élisabeth de France, 28,5 x 32 cm, vers 1775.
- Portrait de Marie-Antoinette en vestale, 40 x 33 cm, vers 1777-1778, anc. attrib. à Schall.
- Marie-Thérèse de Savoie et ses trois enfants, 1781.
- Élisabeth de France jouant de la harpe, 41 x 32,5 cm, 1783.

Château de Sassenage :
- Marie-Antoinette et ses enfants, 1783.

Tchéquie, Château de Teplitz :
- Portrait d'Hélène Massalska, épouse du prince de Ligne, n.c.

### Collection privée, travaux non localisés
- Portrait d'un jeune artiste, format ovale 27 x 23 cm, daté Turin, 1781.
- Flore d'Arenberg (duchesse Wolfgang d'Ursel avec ses trois enfants.
- Élisabeth de France en vestale, n.c.
- Portrait du prince Albert de Saxe, duc de Teschen, n.c[14].
- Jeune fille dansant dans un parc, n.c.
- Le Toilette du soir, 43,5 x 36,5 cm, n.c[15].
- Joseph II, 38 x 30 cm, n.c.